# Мито Патарозлията
Димитър (Мито) Наков, известен като Патарозлията или Патарозлиев, е български революционер, деец на Вътрешната македоно-одринска революционна организация.

## Биография
Мито Наков е роден в дойранското село Патарос, тогава в Османската империя, днес Дросато, Гърция. Влиза във ВМОРО и е четник при Кръстьо Асенов. Участва в Илинденско-Преображенското въстание през лятото на 1903 година. Преди Балканската война е войвода на чета в Кукушко и Дойранско, тогава негов четник е и коритенецът Васил Чакаларов. При избухването на Балканската война в 1912 година е доброволец в Македоно-одринското опълчение и служи в четата на Тодор Александров.
След окупацията на Егейска Македония от Гърция Патарозлията отново е войвода на ВМОРО.
Умира след 1918 година.